# Бялыницкий-Бируля, Борис Андреевич
Борис Андреевич Бялыницкий-Бируля (1875, село Королёво, Витебские уезд и губерния — 12 сентября 1918, Витебск) — русский судебный и церковный деятель, член Поместного собора 1917 года.

## Биография
Родился в семье потомственного дворянина. Жена — Елена Фоминична, дочь — Татьяна,  
Окончил Новороссийский университет (1902).
Кандидат на должности, затем секретарь (1905) Витебского окружного суда, член «Союза 17 октября», городской судья 1-го участка Витебска, коллежский асессор (1908), член епархиального училищного совета (1909), уездный член Витебского окружного суда по 2-му участку Витебского уезда, гласный городской думы и губернский земский, надворный советник (1912), одновременно преподаватель законоведения в Александровской мужской гимназии (1914), коллежский советник, член благочиннического совета храмов Витебска, юрисконсульт в союзе домовладельцев, председатель Витебского комитета Всероссийского союза городов (1915) и двух чрезвычайных Полоцких епархиальных съездов представителей духовенства и мирян, член церковно-епархиального совета, товарищ председателя Белорусского народного союза, участник Государственного совещания в Москве (1917).
В 1917—1918 годах член Поместного Собора Православной Российской Церкви по избранию как мирянин от Полоцкой епархии, участвовал в 1-2-й сессиях, член IV, VI отделов.
В 1918 году член Витебского городского учительского союза, епархиального совета и комитета призрения, способствовал освобождению из-под ареста церковных активистов.
В июле 1918 года заключён в Витебскую тюрьму и расстрелян по постановлению губернской ЧК «в ответ на убийство Урицкого и покушение на Ленина». Похоронен в братской могиле близ урочища Мазурино.
В 2012 году Синод Белорусской Православной Церкви ходатайствовал перед патриархом о совершении акта канонизации в лике местночтимых святых.